# 鈴木和香子
鈴木 和香子（すずき わかこ）は、日本の看護学者（小児看護学）。学位は博士（食品栄養科学）（静岡県立大学・2019年）。静岡県立大学看護学部准教授・大学院看護学研究科准教授。
静岡県立こども病院、静岡県立藤枝養護学校での勤務を経て、静岡県立大学看護学部講師などを歴任した。

## 概要
小児看護学を専攻する看護学者である。特別支援学校における教員と看護師との協働についての研究で知られている。静岡県立こども病院に勤務したのち、静岡県立藤枝養護学校、静岡県立大学で教鞭を執った。

## 来歴

### 生い立ち
1992年信州大学医療技術短期大学部看護学科卒業、
静岡県立こども病院に勤務。2004年（平成16年）5月からは、静岡県により設置・運営される静岡県立藤枝養護学校に勤務することになった。浜松医科大学の大学院に進学し、医学系研究科の看護学専攻にて学んだ。その際に「特別支援学校の看護師の役割遂行上の困難感とその対処――医療的ケアにおける教員との協働確立に向けた検討」と題した修士論文を執筆した。2012年（平成24年）3月、浜松医科大学の大学院における修士課程を修了した。

### 看護学者として
2012年（平成24年）5月1日より、静岡県立大学の看護学部の助教として常勤で勤務することになった。看護学部においては、看護学科の講義を担当した。2017年（平成29年）4月1日には、静岡県立大学の看護学部にて講師に昇任した。看護学部においては、引き続き看護学科の講義を担当した。また、その傍ら、静岡県立大学の大学院にも進学しており、薬食生命科学総合学府の食品栄養科学専攻にて学んだ。「家庭環境要因と20歳から現在までの体重増加との関連――J-MICC Study」と題した博士論文を執筆した。2019年（平成31年）3月、静岡県立大学の大学院における博士後期課程を修了した。それに伴い、博士（食品栄養科学）の学位を取得した。2021年（令和3年）11月1日、静岡県立大学の看護学部にて准教授に昇任した。看護学部においては、引き続き看護学科の講義を担当し、小児看護学を受け持った。また、静岡県立大学の大学院においては、看護学研究科の准教授を兼務した。看護学研究科においては看護学専攻の講義を担当し、小児看護学を受け持った。

## 研究
専門は看護学であり、特に小児看護学に関する分野の研究に従事していた。具体的には、特別支援学校においての教員と看護師との協働について研究していた。また、小児の看護について、多くの職種との間での協働についても研究していた。学術団体としては、日本小児看護学会、日本小児保健協会、日本小児がん看護学会、日本重症心身障害学会、日本育療学会、日本疫学会、日本看護倫理学会、日本在宅看護学会、などの団体に所属していた。

## 略歴
- 1992年 - 信州大学医療技術短期大学部看護学科卒業[4]。
- 1992年 - 静岡県立こども病院勤務[3]。
- 2004年 - 静岡県立藤枝養護学校勤務[3]。
- 2012年 - 浜松医科大学大学院医学系研究科修士課程修了[4]。
- 2012年 - 静岡県立大学看護学部助教[6]。
- 2017年 - 静岡県立大学看護学部講師[7]。
- 2019年 - 静岡県立大学大学院薬食生命科学総合学府博士後期課程修了[4]。
- 2021年 - 静岡県立大学看護学部准教授[9]。

### 註釈
1. ↑  信州大学医療技術短期大学部は発展的に解消され、2002年に医学部保健学科が設置された。
2. ↑  静岡県立こども病院は、2009年に静岡県から地方独立行政法人静岡県立病院機構に移管された。
3. ↑  静岡県立藤枝養護学校は、2008年に静岡県立藤枝特別支援学校に改組された。